# Nanohammus alboplagiatus
Nanohammus alboplagiatus är en skalbaggsart som beskrevs av Stefan von Breuning 1944. Nanohammus alboplagiatus ingår i släktet Nanohammus och familjen långhorningar. Inga underarter finns listade i Catalogue of Life.